# بيتر ويب (سياسي)
بيتر ويب (بالإنجليزية: Peter Webb)‏ هو سياسي أسترالي، ولد في 7 مارس 1953. انتخب عضو الجمعية التشريعية نيو ساوث ويلز.